# Ramularia scolopendrii
Ramularia scolopendrii är en svampart som beskrevs av Fautrey 1892. Ramularia scolopendrii ingår i släktet Ramularia och familjen Mycosphaerellaceae.   Inga underarter finns listade i Catalogue of Life.